# Ligidium mylonasi
Ligidium mylonasi là một loài chân đều trong họ Ligiidae. Loài này được Sfenthourakis miêu tả khoa học năm 1992.